# Meliosma hartshornii
Meliosma hartshornii är en tvåhjärtbladig växtart som beskrevs av Alwyn Howard Gentry. Meliosma hartshornii ingår i släktet Meliosma och familjen Sabiaceae. Inga underarter finns listade.